# La Trinité, Martinique
La Trinité là một commune thuộc tỉnh hải ngoại Martinique nước Pháp.